# Blastomeryx
Blastomeryx és un gènere extint de mamífers artiodàctils de la família dels cérvols mesquers (Moschidae) que visqueren a Nord-amèrica entre l'Oligocè i el Miocè. Se n'han trobat restes fòssils al Canadà i els Estats Units.
Feien 75 cm de llargada i s'assemblaven als tragúlids d'avui en dia. Les dents canines, allargades com ullals, probablement els servien per arrancar plantes i defensar-se dels depredadors. Mentre que la majoria de les espècies de Blastomeryx (i els cérvols mesquers moderns) mancaven de banyam, una espècie del Miocè superior tenia protuberàncies òssies al crani que han estat interpretades com a banyes incipients.
M. Mendoza et al. n'examinaren dos espècimens per esbrinar-ne la massa corporal. Es calcula que el primer pesava 55 kg i el segon 16 kg.